# Kwanka
Die Sprache Vaghat-Ya-Bijim-Legeri (ISO 639-3: bji; auch kwanka genannt) ist eine platoide Sprache aus der Gruppe der Plateau-Sprachen, die von insgesamt 20.000 Personen (2003) in zehn Ortschaften im nigerianischen Bundesstaat Plateau gesprochen wird.
Die Sprache zählt zur südwestlichen Untergruppe innerhalb der westlichen Plateau-Sprachen. Kwanka hat vier Dialekte, diese sind vaghat (tivaghat, kadun, kwanka), ya (tiya, boi), bijim und legeri.